# Cid Barbudo
Cid Barbudo foi um militar e navegador português.

## Biografia
O Capitão-mor Sebastião de Barbuda, mais conhecido como Cid Barbudo foi um capitão da Armadas da Índia de 19 de Novembro de 1505 que junto a Pêro Quaresma tinham como missão o resgate dos capitães Francisco de Albuquerque (que partira de Lisboa em 1503) e Pêro de Mendonça (capitão da armada de D. Vasco da Gama de 1502) que tinham desaparecido na torna-viagem (Cf. História, V, lxix. Ásia, I, ix, 6. Lendas, I, p. 570. Crónica, II, ix). Sobre este último havia notícia que se encontrava no Cabo da Boa Esperança com grande parte da sua tripulação. Uma vez chegado a Sofala, Cid Barbudo deveria entregar uma missiva régia a Pêro de Anaia a cuja alçada se deveria submeter. Ao chegarem ao porto de Sofala em 1506, encontram o Forte de São Caetano de Sofala e a guarnição de Sofala em ruínas, 76 portugueses já haviam morreram de malária e os restantes debilitados e famintos por falta de comida. Cid Barbudo decide ir sozinho para a Índia, deixando Quaresma para trás para ajudar a reabastecer a guarnição portuguesa atormentada. Cid Barbudo apressou-se a chegar à Índia, chegando a Cochim em agosto de 1506, entregando ao vice-rei D. Francisco de Almeida o seu relatório sobre as desastrosas condições de Sofala e Kilwa. Almeida despachou Nuno Vaz Pereira para assumir a capitania de Sofala e fazer o que pudesse para lhe restabelecer as condições. No rascunho do regimento de Cid Barbudo há também uma menção explícita a que os referidos capitães deveriam proceder ao descobrimento da terra de Sam Lourenço (Madagáscar), navegando ao longo da costa oriental africana. Cid Barbudo tinha, ainda, uma missão económica importante, pois deveria levar para a Índia o ouro das minas de Sofala, indispensável para a compra do carregamento anual das especiarias . Cid Barbudo era Cavaleiro da Casa Real (CCR 1505/11/19).